# Jean Longuet
Pour les articles homonymes, voir Longuet.
Jean Longuet, né le 10 mai 1876 à Londres et mort le 11 septembre 1938 à Aix-les-Bains (Savoie), est un homme politique socialiste français, petit-fils de Karl Marx, membre important de la SFIO au début du XXe siècle, qui a joué un rôle essentiel dans la période précédant la séparation de la SFIO et du PCF en 1920.

## Biographie

### Origines familiales
Jean Longuet est le fils de Jenny Marx (1844-1883) et de Charles Longuet (1839-1903), militant socialiste, qui ayant joué un rôle notable dans la Commune de Paris, est en exil depuis 1871 au Royaume-Uni, où il épouse en 1872 la fille aînée de Karl Marx (1818-1883) et de Jenny von Westphalen (1814-1881). Marx vit à Londres depuis 1849, lui-même banni de son pays d'origine, le royaume de Prusse.
Jean est l'aîné d'une fratrie de quatre, avec :
- Edgar, né en 1879, par la suite militant socialiste puis communiste ;
- Charles, par la suite journaliste à l'Aurore et au Journal ;
- Jenny, par la suite professeur de piano, aura parmi ses élèves les enfants du maire (SFIO) de Châtenay-Malabry, Constant Mougard[1].

Jean Longuet est aussi le neveu par alliance de Paul Lafargue (1842-1911), époux de Laura Marx (1845-1911).

### Enfance
Son enfance, pendant laquelle il est habituellement appelé « Johnny », est marquée par un certaine instabilité. 
Son père, amnistié par le gouvernement instauré en 1879 après la victoire électorale des républicains et la démission du président Mac-Mahon, rentre en France en 1880, suivi en 1881 par son épouse et leurs enfants. 
Après le décès de sa mère (1883), Jean est envoyé vivre dans la famille de son père, à Caen, où il fait ses études secondaires. Il fait alors de nombreux voyages entre Caen, Paris et l'Angleterre, où il bénéficie de l'affection de sa tante Eleanor Marx (« Tussy »), qui joue un rôle déterminant dans sa formation politique. Il a l'occasion de rencontrer plusieurs dirigeants socialistes internationaux, en plus de son oncle Paul, notamment Eduard Bernstein et Karl Kautsky. 
Toute sa vie, Longuet s'est senti responsable d'un héritage familial, ce qui lui a été reproché par l'extrême droite au motif que ses grands-parents Marx étaient allemands, L'Action française le qualifiant de « quart-de-boche ».

### Années de formation et débuts en politique (1894-1905)
Élève du lycée de Caen, il y fonde en 1894 un groupe collectiviste. 
Bachelier en 1895, il s'inscrit à l'université à Paris et s'engage dans les groupes d'étudiants socialistes. Il adhère assez rapidement, vraisemblablement avant 1897[réf. nécessaire], au Parti ouvrier français de Jules Guesde, auquel appartient Paul Lafargue. Il est délégué au congrès socialiste international de Londres en 1896[réf. nécessaire].
L'affaire Dreyfus (qui devient « l'Affaire » en janvier 1898, après la publication par Zola de son texte J'accuse… !, dans le journal de Georges Clemenceau, L'Aurore) est l'occasion d'une première rupture : Jean Longuet n'est pas d'accord avec la position de Guesde sur l'affaire Dreyfus (« une affaire de bourgeois, sans intérêt pour la classe ouvrière ») et se retrouve mieux dans l'engagement de Jean Jaurès aux côtés de Clemenceau et de Zola. Sans entrer immédiatement dans le parti de Jaurès (PSF à partir de 1902), il quitte le POF et milite à partir de la fin de 1898 au sein d'un groupe d'étudiants socialistes « autonomes ».
Proche de Jaurès à partir du congrès de la salle Wagram (1900) qui voit l'échec de la première tentative d'unification des socialistes français, il s'oppose cependant à lui en ce qui concerne le soutien au gouvernement Millerand (1901). Devenu membre du Parti socialiste français en 1902, il œuvre à l'unification des groupes socialistes, représentant l'aile gauche d'un parti considéré par beaucoup comme à peine socialiste. La question de son maintien au sein de l'Internationale ouvrière (IIe Internationale) est posée en 1904 au congrès d'Amsterdam ; l'engagement de Longuet permet d'éviter une rupture définitive entre Jaurès et Guesde et l'exclusion du PSF.

### Vie personnelle et professionnelle (1899-1914)
Sur le plan personnel, il épouse en 1900 Anita Desvaux (1875-1960), militante socialiste. Ils auront deux fils, Robert-Jean, né en 1901, militant socialiste et anticolonialiste, et Charles, dit Karl-Jean, sculpteur de renom. La santé de ce dernier ayant été fragilisée par un accident de chemin de fer dans lequel est morte la mère d'Anita, la famille s'installe en 1911 à Châtenay-Malabry, commune alors encore rurale à proximité de Paris.
Jean Longuet exerce à partir de 1899 la profession de journaliste, d'abord à La Petite République, journal cofondé par Jaurès, puis à L'Humanité, où il s'occupe des questions internationales. 
Il se consacre aussi à l'animation de revues : Le Mouvement socialiste, dont il est l'administrateur de sa création en 1899 à 1903 et La Revue socialiste. Du fait de sa culture personnelle et de sa formation (il parle couramment l'anglais, l'allemand et l'italien), Longuet a un point de vue internationaliste. Il anime ainsi la revue Pro Armenia en 1900, collabore au journal L'Européen de 1901 à 1906 et au Courrier européen jusqu'en 1914,  ainsi qu'à Die Neue Zeit de Karl Kautsky et Il Socialismo d'Enrico Ferri.
Il traduit aussi en français nombre de brochures et d'articles de socialistes allemands ou britanniques.
À partir de 1908, il est aussi avocat inscrit au barreau de Paris.

### Responsable national de la SFIO (1905-1914)
Lors du congrès du Globe (1905), c'est lui qui donne son nom au parti unifié créé par la fusion des partis de Guesde et de Jaurès : Section française de l'Internationale ouvrière. Il est élu à la Commission administrative permanente du parti, conservant ce mandat jusqu'à sa mort.
À la SFIO, il milite d'abord au sein de la fédération de l'Aisne et est délégué de cette fédération aux congrès du parti. Plusieurs fois candidat aux élections législatives, d'abord à Guise (1906 et 1910), puis à Chauny (partielle de 1912), il ne parvient pas à être élu tout en obtenant des résultats appréciables, dépassant le quart des suffrages exprimés.
En 1913, il publia dans le cadre de l'Encyclopédie socialiste de Compère-Morel le volume consacré au Mouvement socialiste international. 
En 1914, il se présente dans le département de la Seine, dans la circonscription de son domicile et est élu.

### La Première Guerre mondiale et ses suites (1914-1920)
Il est présent lors de l'assassinat de Jaurès le 31 juillet 1914, au lendemain d'une réunion du BSI à laquelle tous deux ont participé. 
Il veille le corps de Jaurès toute la nuit. Il se rallie à la politique de défense nationale dès l'enterrement du leader socialiste.
Durant le conflit, il mène la tendance dite minoritaire de la SFIO, qui adopte une position pacifiste tout en continuant de voter les crédits militaires. Disposant d'abord du soutien des socialistes de Haute-Vienne, ce courant gagne progressivement en influence jusqu'à pouvoir, en 1917, créer un journal quotidien, Le Populaire, animé par Paul Faure, Henri Barbusse et lui.
En 1918, cette tendance s'impose dans la SFIO : Ludovic-Oscar Frossard est élu secrétaire général du parti, tandis que Marcel Cachin prend la direction de L'Humanité.
C'est lui qui, le 18 septembre 1919, dans un discours courtois, mais très construit et ferme sur le fond, exprime l'opposition des socialistes à la ratification du traité de Versailles devant la Chambre des Députés. L'importance de ce discours se situe moins dans l'affirmation que le traité ne règle pas les questions sociales et que les conditions de la paix préparent une nouvelle guerre, ou dans le soutien à la Russie des soviets, que dans l'affirmation publique d'un engagement aux côtés des peuples colonisés à une époque où l'anti-colonialisme n'était pas un thème majeur de la gauche.
Il souligne les défauts de ce « traité imposé par les vainqueurs aux vaincus » qui, en soumettant l’Allemagne à des conditions trop lourdes, en procédant à des redécoupages territoriaux litigieux, en mobilisant les armées occidentales contre la Russie soviétique, préparait l’éclatement de nouveaux conflits sur le continent. Il défend une réorganisation de l’Europe sur des bases à la fois démocratiques, libérales et socialistes.
En novembre 1919, il fait partie des très nombreux députés socialistes qui ne retrouvent pas leur siège, emportés par la vague « bleu horizon ».
Le congrès de Tours (décembre 1920)
Au congrès de Tours, qui voit la scission de la SFIO et la création du parti communiste, Longuet joue un rôle central. Partisan d'adhérer à la Troisième Internationale créée sous l'égide du Parti bolchévique, il n'accepte cependant pas les 21 conditions fixées par Lénine et entend notamment maintenir l'unité des socialistes français. Il se trouve « au centre » du congrès, entre les partisans d'une transformation de la SFIO en parti communiste, qui seront majoritaires, et les « reconstructeurs » de l'aile droite, menés notamment par Léon Blum. Pourtant, au troisième jour du congrès, le « télégramme Zinoviev », message du président russe de l'Internationale communiste, incite les majoritaires à condamner tous les modérés, y compris Longuet, qualifié d'« agent déterminé de l’influence bourgeoise sur le prolétariat ». Indigné, celui-ci n'a plus que le choix de rester dans la « vieille maison » socialiste, d'autant que la franc-maçonnerie est condamnée par les dirigeants soviétiques.

### Après le Congrès de Tours (1921-1938)

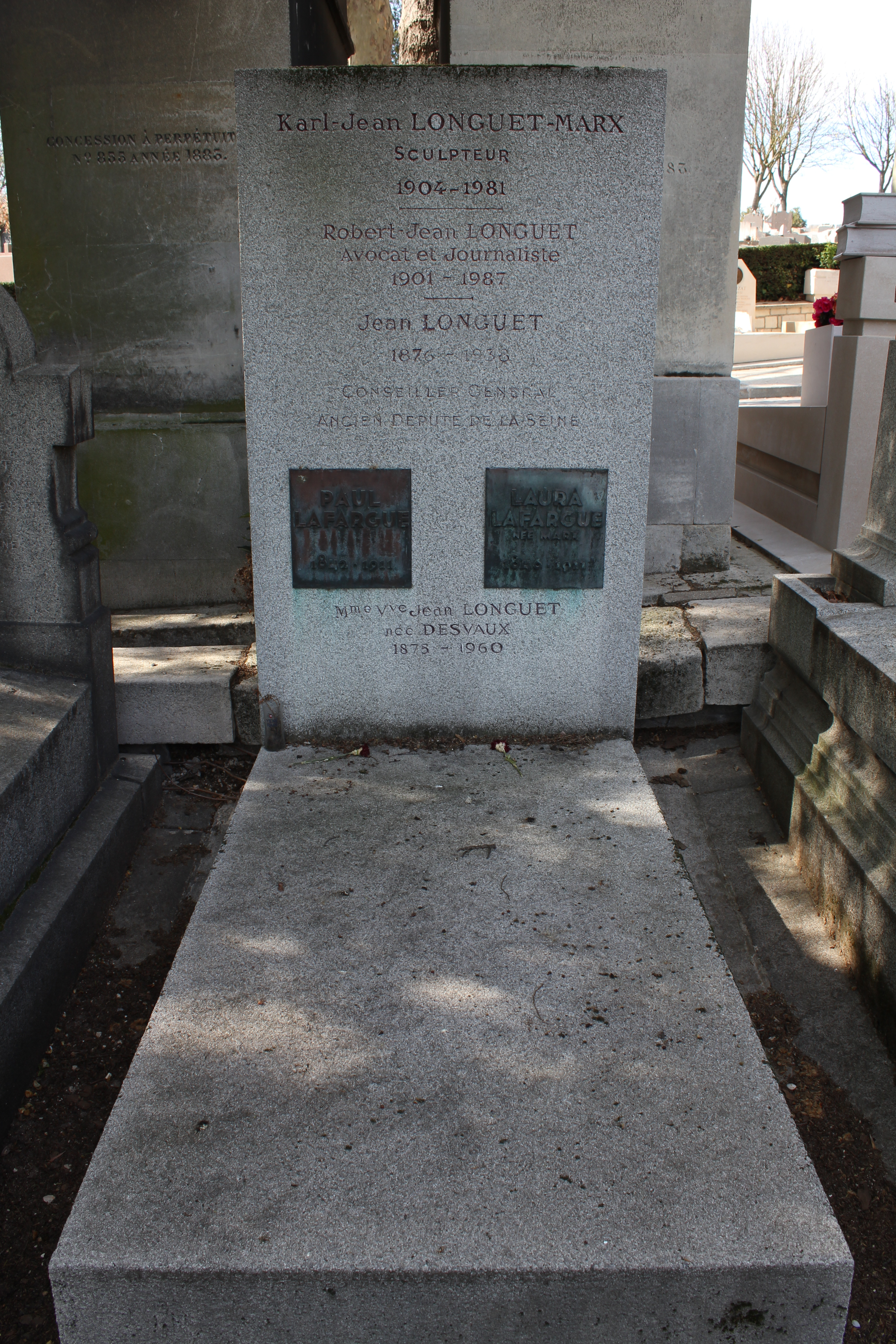
Tombe au cimetière du Père-Lachaise.

#### Un spécialiste des questions internationales
Malgré son aura, Longuet ne se voit confier aucune responsabilité dans la nouvelle direction de la SFIO, si ce n'est la direction de la « commission d'immigration » et un rôle dans les instances internationales qui se mettent en place. Il participe ainsi à la conférence de Hambourg, qui, en 1923, crée la nouvelle internationale socialiste, appelée Internationale ouvrière socialiste, dont il devient membre du comité exécutif. À partir de sa création en 1926, il intervient au sein de la commission coloniale de l'Internationale. 
Au sein de la Nouvelle revue socialiste, il publie, pendant toute la durée de sa parution (de 1925 à 1930), de nombreux articles sur les questions internationales.
Il s'engage aussi aux côtés de son fils Robert, auprès des nationalistes marocains, pour l'indépendance de cette colonie. Mais, en 1936, l'insurrection anti-franquiste des nationalistes du Maroc espagnol[réf. nécessaire] se heurte au refus de Léon Blum de les soutenir, ce qui apparaît comme un désaveu des efforts de Longuet.
En 1936, Blum en fait cependant le représentant de la France à la conférence de Genève qui crée un statut pour les réfugiés politiques allemands. Longuet s'était précédemment engagé dans le soutien à tous les exilés politiques, notamment Otto Wels, président du SPD allemand.

#### Mandats électoraux en France
Battu aux législatives de 1924 sur la liste du Cartel des gauches, il est élu l'année suivante maire de Châtenay-Malabry, mandat renouvelé jusqu'à sa mort, et qui correspond à de multiples réalisations : distribution du gaz, de l’eau courante, réfection de la voirie, enlèvement des ordures ménagères, éclairage, cantines, patronage Voltaire, colonies de vacances, nouvelle mairie en 1933, puis, après la création de la Cité-jardin de la Butte-Rouge (décidée sans son avis), une meilleure desserte de transport public, la construction d’une piscine intercommunale et celle d’un stade.
Candidat aux élections sénatoriales en 1927, il est contre toute attente battu, sans doute victime d'une conjonction d'intérêts de l'aile droite de la SFIO et des communistes. L'année suivante, candidat aux législatives, il fait les frais de la stratégie « classe contre classe » du parti communiste, la droite emportant une circonscription majoritairement à gauche du fait du maintien du second tour du candidat communiste. 
En 1929, il est élu conseiller général de la Seine et réélu en 1935 ; il intervient au sein de l'assemblée départementale notamment pour la conservation du parc de Sceaux et la création d'un musée d'Île-de-France (1934).
En 1932, malgré la poussée à droite au niveau national, le maintien du candidat communiste au second tour ne l'empêche pas de revenir au Palais Bourbon. Rien de marquant, cependant, ne caractérise ce second mandat. Il est vrai que Longuet est quelque peu marginalisé dans la SFIO. Membre du courant « Bataille socialiste », mené par Jean Zyromski, il n'en défend pas moins une position très modérée au sein de cette aile gauche de la SFIO, refusant tout clivage majeur avec Léon Blum, sans pour autant obtenir de la part de ce dernier un quelconque soutien, notamment sur la question de l'aide aux Républicains espagnols, lors du Front populaire. En 1936, ce manque de lisibilité de sa position manque lui faire perdre son mandat à la CAP du parti.
Longuet ne devient d'ailleurs pas député au moment du Front populaire (1936) : il est battu par le candidat communiste, le maire de Bagneux Albert Petit, notamment du fait de la présence de deux candidats socialistes non SFIO (un USR et un « néo »).

### Mort et funérailles
Il meurt à la suite d'un accident de la route, survenu à la fin du mois d'août 1938. En vacances dans les Alpes, il prend la route de Genève pour assister à une séance de la SDN (c'est l'époque de la crise des Sudètes), dans une automobile conduite par un ami. L'accident paraît peu grave : son épouse et lui ne sont que légèrement blessés. Mais en réalité, il est victime d'une hémorragie interne non décelée. Il est admis trop tard dans une clinique d'Aix-les-Bains où il meurt le 11 septembre 1938. 
Ses funérailles ont lieu en deux temps : le matin, une cérémonie locale a lieu à Châtenay-Malabry ; l'après-midi, l'inhumation au cimetière du Père-Lachaise (76e division) est de dimension considérable, près du mur des Fédérés, avec des représentants des sections socialistes de départements de la Seine et de la Seine-et-Oise.
Il laisse son épouse sans ressources et même endettée, n'ayant jamais eu le souci de constituer un patrimoine. 
Sur le plan politique, seul Édouard Depreux (1898-1981) se réclame ouvertement de lui (quittant la SFIO en 1958, lors de la crise de régime de la IVème République, Depreux est le fondateur du Parti socialiste autonome, puis du Parti socialiste unifié en 1960).

## Publications
- Les Dessous de la police russe Terroristes et policiers : Azev, Harting, etc., Paris, Juven, 1909 (en collaboration avec Georges Silber)
  - Traduction en allemand : Asew, Harting & co : hinter den Kulissen der russischen Geheimpolizei und Revolution, Berlin, Vita Deutsches Verlaghaus, 1909
  - Traduction en suédois : Aseff, Stockholm, Albert Bonniers, 1910
  - Traduction en russe : Moscou, Prometej, 1924 (réédition : Moscou, Sovietskaïa Rossia, 1991)
- Encyclopédie socialiste syndicale et coopérative de l'Internationale ouvrière, tome V. Le mouvement socialiste international, Paris, Quillet, 1913
- La Politique internationale du marxisme, Paris, Alcan, 1918
- Contre la paix impérialiste, pour la Russie révolutionnaire Discours prononcé à la Chambre le 18 septembre 1919, Paris, Librairie du Parti socialiste et de L'Humanité, 1919
- Les Principes de la paix, édition établie et présentée par Gilles Candar, Paris, Arbre-bleu éditions, coll. « Les passeurs », 2019, 196 p.

Il a aussi traduit :
- Malcolm MacColl (1831-1907), Le Sultan et les grandes puissances, préface d'Urbain Gohier, Paris, Alcan, 1899

Les papiers personnels de Jean Longuet sont conservés aux Archives nationales sous la cote 671AP ([lire en ligne]).